# ميلسا راوش
ميلسا راوش (بالإنجليزية: Melissa Rauch) (و. 1980  م) هي ممثلة مسرحية، وممثلة أفلام، وممثلة تلفزيونية، وممثلة هزلية، وممثلة صوت أمريكية.

## التعليم
تعلمت في Marymount Manhattan College ‏، وMarlboro High School ‏.

## وصلات خارجية
- ميلسا رانش على موقع IMDb (الإنجليزية)
- ميلسا رانش على موقع ميتاكريتيك (الإنجليزية)
- ميلسا رانش على موقع روتن توميتوز (الإنجليزية)
- ميلسا رانش على موقع ألو سيني (الفرنسية)
- ميلسا رانش على موقع تيرنر كلاسيك موفيز (الإنجليزية)
- ميلسا رانش على موقع أول موفي (الإنجليزية)
- ميلسا رانش على موقع إن إن دي بي (الإنجليزية)
- ميلسا رانش على موقع قاعدة بيانات الفيلم (الإنجليزية)
- ميلسا رانش على موقع كينوبويسك (الروسية)